# Ed Jucker
Edwin Louis Jucker, detto Ed (Norwood, 8 luglio 1916 – Callawassie Island, 2 febbraio 2002), è stato un allenatore di pallacanestro statunitense, attivo nella NCAA e nella NBA.

## Carriera
È morto a 85 anni, nel 2002, nella sua casa di Callawassie Island, nel South Carolina.

## Palmarès
- 2 volte campione NCAA (1961, 1962)
- Henry Iba Award (1963)